# La voce a te dovuta
La voce a te dovuta (La voz a ti debida) è una raccolta di liriche del poeta spagnolo Pedro Salinas scritta nel 1933.

## La compattezza e l'unità
La raccolta, che appartiene alla piena maturità dell'autore, venne pubblicata nel mese di dicembre del '33 e ottenne immediatamente un grande consenso di pubblico e di critica. Le maggiori riviste e le rubriche dei quotidiani dedicarono il loro spazio a numerose recensioni e il poeta Jorge Guillén tenne un'importante conferenza subito dopo l'uscita del libro.
La raccolta poetica, che è costituita da settanta componimenti, si rivela subito essere un unitario poema d'amore grazie alla sua compattezza tematica.

Il titolo corrisponde ad un emistichio del poeta Garcilaso tratto dalla III Egloga, vv. 11-12 dove il poeta dice: 
 e la cadenza di certi versi rimandano a Shelley, mentre il sottotitolo, poema, invita ad un tipo di lettura continuata e serena.
"La voce a te dovuta" è dunque un poema lirico che si compone di diverse sequenze dove il senso dei rapporti non segue la logica e nemmeno la successione degli avvenimenti ma si disnoda comunque in un intendimento unitario. Esso deve essere considerato un poema della memoria, composto da lunghi monologhi e di dialoghi con la persona amata e le pause che segnano il silenzio tra un componimento e l'altro vengono comunque riprese o da un tema, o da una analogia della forma oppure da un'associazione verbale. I componimenti vengono così ad essere concatenati tra di loro pur essendo indipendenti.
L'organizzazione del materiale che compone il poema è omogeneo ma nello stesso tempo vario e ruotante intorno al tema principale che è quello dell'amore e questo rende l'opera unitaria.
Anche la struttura interna di ciascuna poesia si presenta in forma organica e finita con  forme ricorrenti che contribuiscono all'unitarietà del poema.
Si ha di solito un'esposizione sintetica del tema all'inizio seguito da una esplicitazione dell'avvio e infine una chiusura che a volte riconferma quanto detto e a volte ne capovolge, con un paradosso, il significato, venendo così a formare una ripresa, comunque, di forma circolare.

### La struttura metrica
La struttura metrica si basa in prevalenza su ritmi settenari e ottonari in una serie di versi sciolti dove la strofa è spesso ripartita in modo asimmetrico o addirittura assente pur essendo presente una ricerca della forma molto accurata.

### La struttura morfologica e sintattica
Salinas utilizza in La voz a ti debida tutti i procedimenti stilistici del linguaggio sfruttandone le possibilità poetiche in esso nascoste, quelle che Jakobson chiama "la poesia della grammatica".
Viene in questo modo a crearsi una struttura morfologica e sintattica particolarmente originale dove le funzioni principali, quali le preposizioni, gli avverbi di luogo, i pronomi personali, gli avverbi, i sostantivi, sono usate in modo anomalo ma estremamente efficace e la lingua viene sfruttata in tutta la sua potenziale espressività.

### Studi critici su La voz a ti debida
- Baeza Betancort, La amada más distante. Ensayo sobre La voz a ti debida de Pedro Salinas, Ediciones El Museo Canario, Las Palmas de Grand Canaria 1967
- Darmangeat, P., Pedro Salinas et La voz a ti debida, Librairie des Éditions Espagnoles, Paris-Toulouse 1955
- Gilman S., The Poem to La voz a ti debida, in "Modern Language Quarterly", XXIII (1963), pp. 353–59
- Havard R.G., Pedro Salinas and courtly love. The "amada" in La voz a ti debida:woman, muse and symbol, in "Bulletin of Hispanic Studies", 56 (1979), pp. 123–44.
- Muñoz Cortés, M., Estructura de loso motivos y estructura del léxico en un poema de Pedro Salinas, in Elementos formales en la lirica actual, Universidad Internacional Menéndez Pelayo, Santander 1967, pp. 121–62
- Palley, J.. La voz a ti debida: an Appreciation, in "Hispania", XL (1957), n. I, pp. 150–55
- Perugini, C., Struttura semantica de "La voz a ti debida" di Pedro Salinas, in Miscellanea di studi ispanici, a cura dell'Istituto di Lingua e Letteratura Spagnola dell'Università di Pisa, 1974, pp. 99–142

### Traduzioni di La voz a ti debida
- Truth of Two and Other Poems, traduzione di Eleanor L. Turnbull, The Johns Hopkins Press, Baltimore 1940
- Poesie, di Pedro Salinas, traduzione, introduzione e nota bio-bibliografica di Vittorio Bodini, Lerici Editori, Milano 1958, ed. ampliata nel 1964
- Salinas, P., La voix qui t'est due (poème), traduzione di Bernard Desé, prefazione di Mathilde Pomès, Centre de documentation universitaire, Paris 1964
- Pedro Salinas To Live in Pronouns, Selected Love poems, traduzione di Edith Helman e Norma Farber, W.W. Norton et Company Inc., New York 1974
- Salinas, P., My Voice because of you, traduzione e introduzione di Willis Barnstone, prefazione di Jorge Guillén, State University of New York Press, Albany 1976